# Fugloys kommun
Fugloys kommun (färöiska: Fugloyars kommuna) är en kommun på Färöarna, som omfattar ön Fugloy, den östligaste ön. I kommunen ligger orterna Hattarvík och Kirkja. Vid folkräkningen 2015 hade kommunen 41 invånare.

## Befolkningsutveckling
| Befolkningsutvecklingen i Fugloys kommun 1985–2015 | Befolkningsutvecklingen i Fugloys kommun 1985–2015 | Befolkningsutvecklingen i Fugloys kommun 1985–2015 | Befolkningsutvecklingen i Fugloys kommun 1985–2015 | Befolkningsutvecklingen i Fugloys kommun 1985–2015 |
| -------------------------------------------------- | -------------------------------------------------- | -------------------------------------------------- | -------------------------------------------------- | -------------------------------------------------- |
|                                                    |                                                    |                                                    |                                                    |                                                    |
| År                                                 |                                                    |                                                    | Folkmängd                                          |                                                    |
| 1985                                               | 1985                                               |                                                    | 58                                                 |                                                    |
| 1990                                               | 1990                                               |                                                    | 59                                                 |                                                    |
| 1995                                               | 1995                                               |                                                    | 50                                                 |                                                    |
| 2000                                               | 2000                                               |                                                    | 43                                                 |                                                    |
| 2005                                               | 2005                                               |                                                    | 44                                                 |                                                    |
| 2010                                               | 2010                                               |                                                    | 38                                                 |                                                    |
| 2015                                               | 2015                                               |                                                    | 41                                                 |                                                    |
|                                                    |                                                    |                                                    |                                                    |                                                    |